# Vitigudino (comarca)

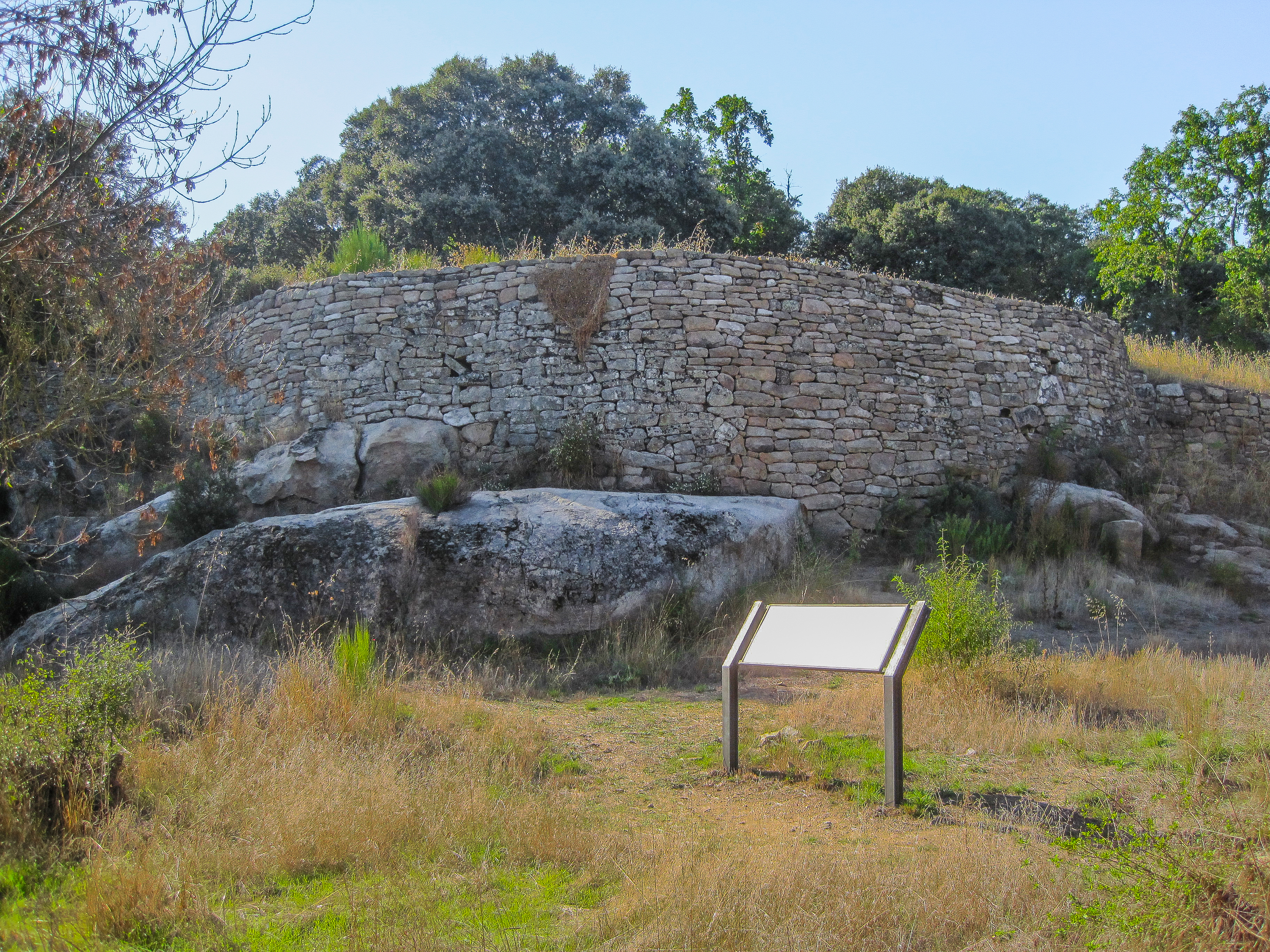
O castro de Las Merchanas, Lumbrales.

A comarca de Vitigudino (às vezes mau chamada de As Arribas) situa-se a noroeste da província de Salamanca, na comunidade autónoma de Castela e Leão, Espanha. Os seus limites não se correspondem com uma divisão administrativa, mas com uma demarcação histórica e agrária.
Está composta pelas subcomarcas de El Abadengo, La Ramajería, A Ribeira (As Arribas) e a Tierra de Vitigudino.
A sua zona oeste faz parte do Parque Natural das Arribas do Douro, que pega o seu nome das arribas, os famosos bancales do Douro. O tirón turístico da marca Arribas tem feito que algumas publicações renomeiem a comarca de Vitigudino como comarca de As Arribas ainda que As Arribas é a subcomarca dantes conhecida como A Ribeira. Este nome estendeu-se a outros âmbitos fazendo que grande parte da sociedade não conheça a diferença, assim por exemplo, o site de notícias mais em destaque da comarca de Vitigudino titula-se Las Arribas al Día.